# Villa General Roca
Los Manantiales es la localidad cabecera del Departamento Belgrano, provincia de San Luis, Argentina
La localidad fue conocida hasta el 5 de septiembre de 2018 como Villa General Roca
Se encuentra a 74 km al noroeste de la ciudad capital de San Luis, accediendo por RN 147.
El paraje llevaba por nombre Los Manantiales al menos hasta 1878, año en que se expropian tierras para la fundación del poblado que luego se llamó Villa General Roca. En 2018 se le restituyó su nombre original.

## Población
Contó con 162 habitantes (Indec, 2010), lo que representó un descenso del 17% frente a los 196 habitantes (Indec, 2001) del censo anterior.
Según el censo 2022 la población total del municipio fue de 290 personas. En tanto, el número de viviendas registradas fue de 144.
| Gráfica de evolución demográfica de Los Manantiales entre 1947 y 2022 |
|                                                                       |
| Fuente: Censos nacionales del INDEC                                   |

## Sitios turísticos
El embalse donde se practica la pesca deportiva, en el que están instalados unos géiseres para oxigenar el agua y crear bellos efectos visuales. Fue construido sobre el río Amieva en 1955. Es un río cuyas nacientes están en "Pampa de los Corrales", sobre la falda oriental del cerro Monigote; atraviesa las serranías por la quebrada homónima y desemboca en el dique. 